# 弗朗斯胡克

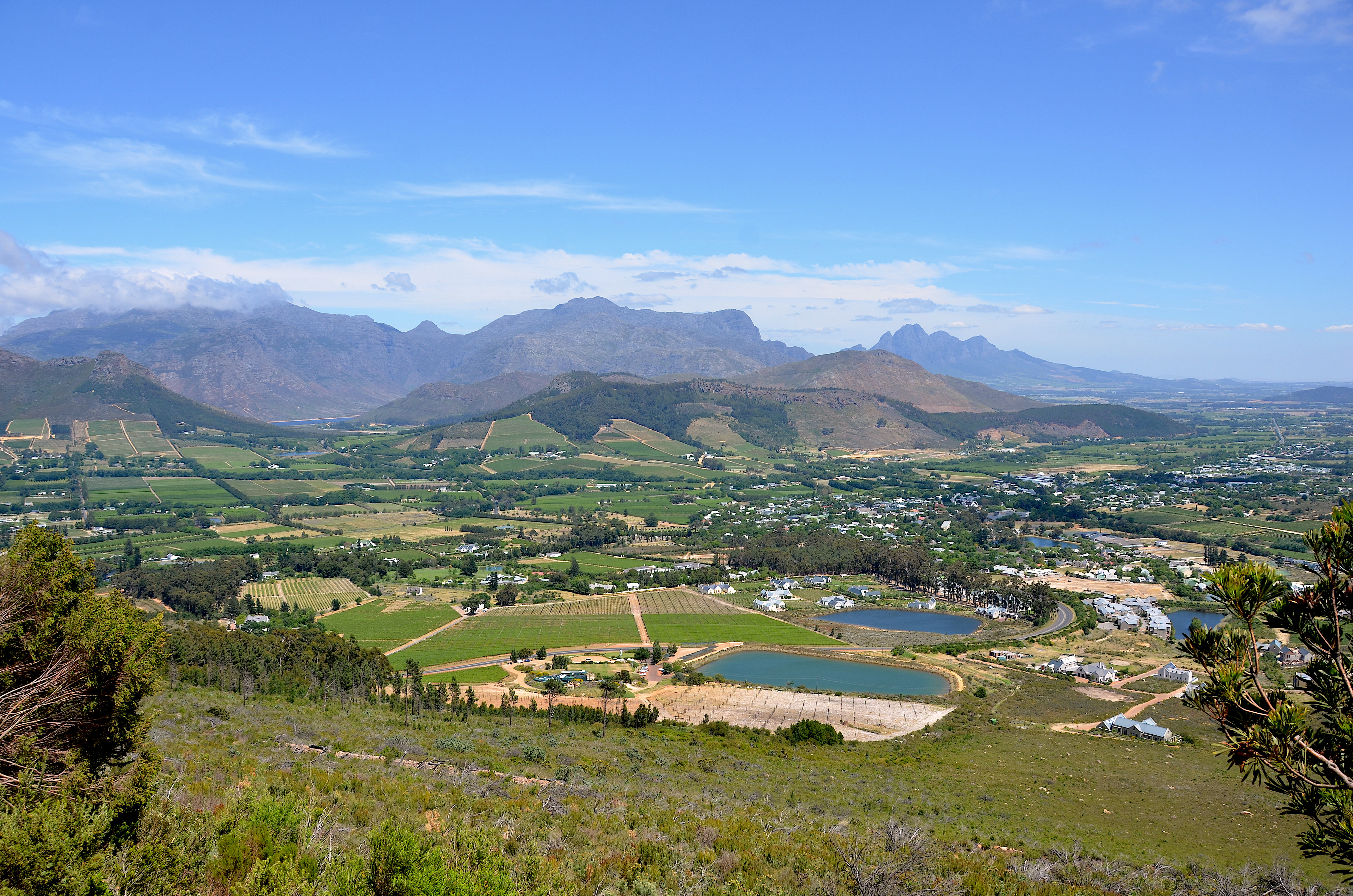
弗朗斯胡克

弗朗斯胡克是位於南非西開普省的一个小镇。 2022年，弗朗斯胡克被時代雜誌评为全球50个最值得游览的地方之一。

## 历史
科伊桑人是弗朗斯胡克當地的原住民。1685年，路易十四取締法国新教。数百名法国胡格諾派教徒被迫逃离法國。 1688年，近300名法国胡格诺派教徒乘船抵达好望角，并在弗朗斯胡克一帶定居。
法国胡格诺派教徒在當地建立农场 。这些农场後來发展成酒莊，當地的许多姓氏都源自法国。從法国來的人一度想讓他們的後代繼續說自己的语言，但他們的後代還是不得不說荷兰語和英語。